# Список номинантов на премию «Большая книга» 2021 года
Список номинантов на премию «Большая книга», попавших в длинный список (лонг-лист) премии «Большая книга» в сезоне 2020—2021 года.
Список представлен в следующем виде — Победители, Список финалистов (кроме Победителей), Длинный список (кроме Победителей и Списка финалистов). Для каждого номинанта указано название произведения, а для рукописей — их авторы (по возможности).

## Победители
1. Леонид Юзефович — исторический роман «Филэллин», Первое место
2. Майя Кучерская — биография «Лесков. Прозёванный гений», Второе место
3. Виктор Ремизов — роман «Вечная мерзлота», Третье место
4. Коллектив Государственного музея истории российской литературы имени В. И. Даля — Специальная премия "За вклад в литературу" (в 2021 году музею исполнилось 100 лет)
5. Иван Родионов (г. Камышин, литературный критик, преподаватель русского языка и литературы, автор блога «сЧетчик» [3]) — Премия «_Литблог» (за глубину анализа современной русской прозы, выверенный слог и отчётливо выраженную литературную позицию) [4]

## Список финалистов
1. Наринэ Абгарян — роман «Симон», Приз читательских симпатий (первое место)
2. Дмитрий Бавильский — «Желание быть городом»
3. Юрий Буйда — «Сады Виверны»
4. Оксана Васякина — «Рана»
5. Евгений Водолазкин — «Оправдание Острова»
6. Михаил Гиголашвили — роман «Кока»
7. Андрей Дмитриев — роман «Этот берег»
8. Владимир Паперный — «Архив Шульца»
9. Алексей Поляринов — роман «Риф», Приз читательских симпатий (второе место)
10. Марина Степнова — роман «Сад», Приз читательских симпатий (третье место)

## Длинный список
1. Пётр Алешковский — «Секретики»
2. Павел Басинский — «Соня, уйди!»
3. Ирина Богатырева — «Белая согра»
4. Вера Богданова — «Павел Чжан и прочие речные твари»
5. Илья Бояшов — «Морос, или Путешествие к озеру»
6. Эдуард Веркин — «Осеннее солнце»
7. Алина Гатина — «Саван. Второе дыхание»
8. Алла Горбунова — «Конец света, моя любовь»
9. Ксения Драгунская — «Туда нельзя»
10. Шамиль Идиатуллин — «Последнее время»
11. Павел Крусанов — «Голубик»
12. Борис Минаев — «Площадь борьбы»
13. Сергей Носов — «Книга о Петербурге»
14. Елена Погорельская, Стив Левин — «Исаак Бабель. Жизнеописание»
15. Ольга Покровская — «Летучий корабль»
16. Захар Прилепин — «Ополченский романс»
17. Андрей Рубанов — «Человек из красного дерева»
18. Сергей Самсонов — «Высокая кровь»
19. Павел Селуков — «Как я был Анной»
20. Роман Сенчин — «Петля»
21. Алексей Слаповский — «Недо»
22. Александр Соболев — «Грифоны охраняют лиру»
23. Булат Ханов — «Развлечения для птиц с подрезанными крыльями»
24. Роман Шмараков — «Алкиной»
25. Сергей Шойгу — «Про вчера»
26. Рукопись №109 — «Раб небесный»
27. Рукопись №199 — «Деструдо»